# 板倉重種
板倉 重種（いたくら しげたね）は、江戸時代前期の大名、老中。下野烏山藩主、後に武蔵岩槻藩主、信濃坂木藩主。重昌流板倉家第3代。

## 生涯
板倉重矩の三男。最初は叔父の旗本板倉重直の下に養子に出されていたが、長兄・重良の廃嫡と次兄・重澄の早世により、延宝元年（1673年）に父の死後、家督を相続した。
延宝5年（1677年）6月に奏者番兼寺社奉行に任命、延宝8年（1680年）5月に4代将軍徳川家綱が死去、異母弟の5代将軍徳川綱吉により9月に老中に抜擢される。翌天和元年（1681年）2月に1万石加増で武蔵岩槻に転封、8月に綱吉の息子徳松付きの西の丸老中も兼任したが、綱吉の世嗣に綱吉の甥綱豊を推す水戸藩主徳川光圀と対立した（光圀は徳川一門の長老として家綱没前から綱豊を将軍候補に推していた）。さらに自身の後継者問題も発生、実子の重寛と甥の重宣との家督争いが発生して家中が乱れた。これらが原因で11月に老中を免職され、翌天和2年（1682年）2月に綱吉から1万石減封の上、信濃坂木に懲罰的転封を命じられた。
隠居前から領地奉還を幕府に願い出ていたが、祖先の功績により許され、天和3年（1683年）5月の重種の隠居と同時に5万石のうち3万石を重寛に、2万石を重宣（後に上総高滝藩主）に分知した。宝永2年（1705年）、65歳で死去した。
これ以降、坂木に居を置く者はなく、再び幕府領となった。

## 年譜
- 寛永18年（1641年）：誕生
- 寛文12年（1672年）：板倉家世子となる
- 延宝元年（1673年）：重矩卒、烏山藩板倉家を相続
- 延宝5年（1677年）：奏者番兼寺社奉行（6月21日）
- 延宝8年（1680年）：寺社奉行免、老中（9月21日）
- 天和元年（1681年）：2月に岩槻に国替、老中免（11月25日）
- 天和2年（1682年）：坂木に国替
- 天和3年（1683年）：隠居
- 宝永2年（1705年）：死去、65歳

## 官歴
- 寛文元年（1661年）：従五位下兵庫頭
- 延宝元年（1673年）：石見守
- 延宝8年（1680年）：従四位下内膳正

## 系譜
父母
- 板倉重矩（父）
- 小出吉親の娘（母）
- 板倉重直（養父）

正室
- 加藤直泰の養女 - 一柳直次の娘

子女
- 板倉重寛（長男） - 生母は正室

養子女
- 板倉重宣 - 甥（兄板倉重良の長男）
- 豊 - 相良頼福正室、妹（重矩の娘）